# Сант-Урбано
Сант-Урбано (італ. Sant'Urbano) — муніципалітет в Італії, у регіоні Венето, провінція Падуя.
Сант-Урбано розташований на відстані близько 370 км на північ від Рима, 65 км на південний захід від Венеції, 36 км на південний захід від Падуї.
Населення — 2115 осіб (2014).

## Демографія
Населення за роками:

Станом на 1 січня 2023 року в муніципалітеті офіційно проживало 99 іноземців з 12 країн, серед них 16 громадян країн Євросоюзу та 1 громадянин України.

## Сусідні муніципалітети
- Барбона
- Гранце
- Лендінара
- Лузія
- П'яченца-д'Адідже
- Вескована
- Вігіццоло-д'Есте
- Вілла-Естенсе